# Abgar VIII.
Abgar VIII., zvaný Abgar Veliký (latinsky Lucius Aelius Septimius Abgar, nebo Abgar z Edesse ( † 212)  byl králem Osroéné, tj. části území Iráku, Turecka a Sýrie. 

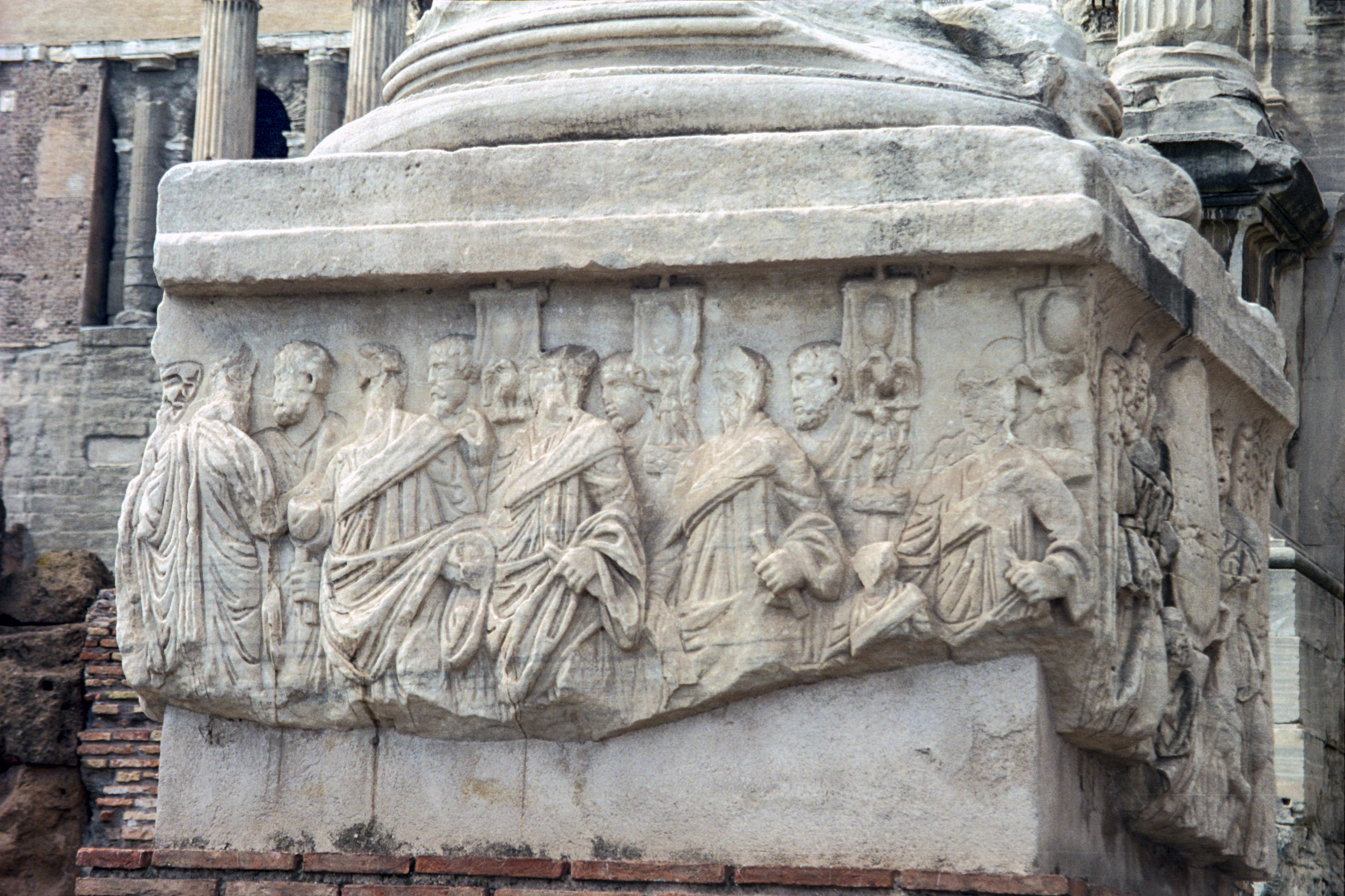
Abgar VIII. mezi vládci provincií, Vítězný oblouk Septimia Severa v Římě

Pocházel z dynastie Abgaridů syrského původu, vládl v letech 193–212 jako vasal Římské říše za panování císaře Septimia Severa. Proslavil se tím, že vstoupil mezi syrské křesťanské gnostiky, vedené filozofem Bardesanem. Pravděpodobně byl prvním panovníkem Středního Východu, který konvertoval ke křesťanství. 
On nebo jeho syn dal přenést ostatky apoštola Tomáše z Indie do Edesse.
Razil vlastní bronzové mince s portrétem Septimia Severa na aversu a svým vlastním na reversu.
Po jeho smrti se ujal vlády jeho syn Abgar IX., s nímž bývá ve starší literatuře někdy mylně zaměňován.